# Jacques Gernet
Jacques Gernet (chinesisch 谢和耐, Pinyin Xiè Hénài, * 22. Dezember 1921 in Algier; † 3. März 2018 in Vannes) war ein französischer Sinologe.

## Leben
1942 erwarb Jacques Gernet eine licence de lettres classiques (Altphilologie) an der Universität Algier. Seine Studien wurden durch den Krieg unterbrochen, von 1942 bis 1945 war er Soldat. 1947 erwarb er das Diplom für Chinesisch an der École nationale des langues orientales vivantes und 1948 an der École pratique des hautes études (EPHE). Er wurde Mitglied der École française d’Extrême-Orient, bevor er Forscher am CNRS und Stipendiat der japanischen Zeitung Yomiuri Shimbun wurde. Mit einer Thèse über Die wirtschaftlichen Aspekte des Buddhismus in der chinesischen Gesellschaft vom 5. bis 10. Jahrhundert erlangte er 1956 den Grad Docteur ès lettres.
Von 1955 bis 1976 lehrte und forschte er als directeur d’études an der VI. Sektion (Wirtschafts- und Sozialwissenschaften) der EPHE, aus der 1975 die École des Hautes Études en Sciences Sociales (EHESS) hervorging. Er unterrichtete parallel seit 1957 an der Faculté des lettres der Sorbonne, zunächst als maître de conférences (Lehrbeauftragter), seit 1959 als Professor für Sinologie. 1968 gründete er die Lehr- und Forschungseinheit für ostasiatische Sprachen und Kulturen an der Universität Paris VII, die er bis 1973 leitete. Schließlich wurde er ins Collège de France gewählt, wo er von 1975 bis 1992 den Lehrstuhl für die Sozial- und Geistesgeschichte Chinas innehatte.
Gernets Schriften wurden in zahlreiche Sprachen übersetzt. 1979 erschien seine große Geschichte Chinas (Die chinesische Welt) erstmals auf Deutsch.
Während des Algerienkriegs war Gernet 1960 einer der Unterzeichner des Manifests der 121, das die französischen Soldaten zur Dienstverweigerung aufrief.

## Ehrungen
Am 8. Juni 1979 wurde Gernet zum Mitglied der Académie des Inscriptions et Belles-Lettres gewählt. 1989 wurde er als ordentliches Mitglied in die Academia Europaea aufgenommen, 1996 als korrespondierendes Mitglied in die British Academy sowie 1998 in die Bayerische Akademie der Wissenschaften. Er war Mitglied der Ehrenlegion und Kommandeur des Ordre des Palmes Académiques.

## Schriften
- 1949: Entretiens du maître de dhyâna Chen-houei du Ho-tsö (668–760), Hanoi, EFEO (PEFEO, 31), [Neuauflage 1974].
- 1956: Les Aspects économiques du bouddhisme dans la société chinoise du Ve au Xe siècle, Saigon, EFEO (PEFEO, 39), engl.: Buddhism in Chinese Society: An Economic History from the Fifth to the Tenth Centuries, Neuauflage: Columbia University Press, 1995, ISBN 0231114117
- 1959: La Vie quotidienne en Chine à la veille de l’invasion mongole, Paris, Hachette (La vie quotidienne), fr. Taschenbuchausgabe: Picquier Philippe, 2008, ISBN 9782877309561, engl.: Daily Life in China, on the Eve of the Mongol Invasion, 1250–1276, Stanford University Press, 1962, ISBN 0804707200
- 1970: Catalogue des manuscrits chinois de la Bibliothèque nationale, fonds Pelliot de Touen-houang, vol. 1, Paris, Bibliothèque nationale. (mit Wu Chi-yü)
- 1972: Le Monde chinois, Paris, A. Colin, dt. Die chinesische Welt. Die Geschichte Chinas von den Anfängen bis zur Jetztzeit, zuerst Frankfurt am Main: S. Fischer 1979, letzte Taschenbuchausgabe: Frankfurt am Main: Suhrkamp, 2008, ISBN 3518380052, aktualisierte englische Ausgabe: A History of Chinese Civilization, Cambridge University Press, 1996, ISBN 0521497817
- 1982: Chine et christianisme, action et réaction, Paris, Gallimard, dt. Christus kam bis nach China. Eine erste Begegnung und ihr Scheitern; übers. Christina Viragh, Zürich und München: Artemis & Winkler Verlag, 1984, ISBN 3-7608-0626-0
- 1994: L’Intelligence de la Chine : le social et le mental, Paris, Gallimard.
- 2005: La Raison des choses : Essai sur la philosophie de Wang Fuzhi (1619–1692), Paris, Gallimard.